# 장창국
장창국(張昌國, 1924년 9월 9일~1996년 12월 27일)은 대한민국의 군인 출신 정치인이다. 제9대 합동참모의장이었으며 제9대 국회의원을 지냈다.

## 주요 경력
- 미국 주재 대한민국 대사관 무관
- 육군사관학교 교장
- 1960년 : 군사정전위원회 대한민국 대표
- 1961년 : 육군참모차장
- 제1ㆍ2군사령관
- 1965년 ~ 1967년 : 합동참모본부 의장
- 육군 대장 예편
- 수자원개발공사 사장
- 1968년 5월 ~ 1971년 3월 주 브라질 대사[1]
- 1973년 ~ 1976년 : 제9대 국회의원 (유신정우회)

## 학력
- 경성제1고등보통학교 졸업
- 일본 육군사관학교 졸업
- 대한민국 군사영어학교 1기
- 대한민국 통위부 보병학교 졸업
- 미국 육군보병학교 졸업
- 대한민국 육군보병학교 졸업
- 대한민국 육군공병학교 졸업
- 미국 미주리 종합군사학원 졸업
- 미국 버지니아 종합군사학원 졸업
- 미국 육군참모대학교 졸업

## 역대 선거 결과
| 실시년도 | 선거 | 대수 | 직책     | 선거구           | 정당       | 득표수 | 득표율      | 순위 | 당락 | 비고 |
| -------- | ---- | ---- | -------- | ---------------- | ---------- | ------ | ----------- | ---- | ---- | ---- |
| 1973년   | 총선 | 9대  | 국회의원 | 통일주체국민회의 | 유신정우회 |        | \| \| 0% \| | 지명 |      | 초선 |
|          | 0%   |      |          |                  |            |        |             |      |      |      |

## 같이 보기
- 대한민국 육군사관학교